# 布兰科·拉迪沃耶维奇
布兰科·拉迪沃耶维奇（1980年11月24日—），斯洛伐克男子冰球运动员。他曾代表斯洛伐克参加2010年和2014年冬季奥林匹克运动会冰球比赛，分别获得第四名和第十一名。